# Petr Molnár
Petr Molnár (* 9. Februar 1969 in Most, Tschechoslowakei) ist ein ehemaliger tschechischer Eishockeyspieler, der zwischen 1986 und 2005 für den HC Litvínov und die Dresdner Eislöwen auf der Position des Verteidigers spielte.

## Karriere
Petr Molnár begann seine Karriere 1986 beim CHZ Litvínov, als er das erste Mal für seinen Klub in der 1. Liga auf dem Eis stand. Er gehörte dem Kader der U18-Junioren bei der U18-Junioren-Europameisterschaft 1987 an, erzielte drei Scorerpunkte in sieben Partien und gewann die Silbermedaille. Während der Spielzeit 1988/89 wurde Molnár beim VTJ Tábor eingesetzt, bevor er 1989 zu seinem Heimatverein zurückkehrte. Bis 1998 spielte er fast ausschließlich beim HC Chemopetrol Litvínov, ausgenommen die Saison 1991/92 bei Kometa Brno und vier Einsätzen beim KLH Chomutov. Während der Spielzeit 1998/99 stand er beim SK Kadaň unter Vertrag, bevor er ein Vertragsangebot der Dresdner Eislöwen annahm. In den folgenden sechs Jahren spielte er für die Eislöwen in der Eishockey-Oberliga und realisierte mit der Mannschaft 2005 den Aufstieg in die 2. Eishockey-Bundesliga. Allerdings bekam Molnár keine Vertragsverlängerung für die zweite Spielklasse, so dass zu den Blue Lions Leipzig wechselte. Nach der Spielzeit 2005/06 beendete er seine Karriere.

## Erfolge
- 1987 Silbermedaille bei der U18-Junioren-Europameisterschaft
- 2005 Oberligameister mit den Dresdner Eislöwen

## Statistik
1Strafzeiten-Statistik unvollständig